# Mégalithisme en Europe
| Sites mégalithiques en Europe (en cours de mise à jour) |
| --- |
| \| Légende · : complexes mégalithiques et sites majeurs · : menhirs, alignements et Henges · : dolmens, tumulus et allées couvertes · : constructions et amas de pierres · : terrassements, galeries souterraines artificielles · \| |
| Légende · : complexes mégalithiques et sites majeurs · : menhirs, alignements et Henges · : dolmens, tumulus et allées couvertes · : constructions et amas de pierres · : terrassements, galeries souterraines artificielles ·       |

Le mégalithisme en Europe  correspond à l'apparition et à l'essor du mégalithisme sur le continent européen. La plupart des pays d'Europe possèdent des sites mégalithiques, bien que ceux-ci soient inégalement répartis selon les régions. Le mégalithisme européen est principalement daté du Néolithique, il perdure cependant jusqu'à l'âge du bronze.

## Contexte

L'Europe au

Le mégalithisme en Europe se manifeste de 5000 à 2000 ans avant J.-C.
Construits pour la plupart entre le Ve et le IVe millénaire av. J.-C., au moment où l'agriculture et l'élevage se développent dans l'Europe néolithique, dolmens et menhirs sont les monuments emblématiques du mégalithisme européen. Ils sont l'œuvre des agriculteurs et éleveurs ayant vécu dans cette région durant cette phase du Néolithique. Ils sont parmi les tout premiers monuments du continent. S'ils semblent défier l'éternité, l'état dans lequel ils sont parvenus jusqu'à nous est souvent très éloigné de leur apparence d'origine. Les grandes dalles assemblées des dolmens représentent les squelettes de tombeaux souvent très élaborés, théâtres de cérémonies funéraires, de vénération ou d'autres pratiques complexes et parfois encore mal identifiées. Un grand nombre de pierres levées, menhirs et stèles aujourd'hui isolés, ne sont que les restes de dispositifs beaucoup plus vastes à la signification encore incertaine.
Les études récentes suggèrent une origine dans la première moitié du Ve millénaire avant notre ère en Bretagne, d'où il s'est rapidement propagé (par la mer) vers la Méditerranée et la côte atlantique de la péninsule ibérique,.
Si au niveau du génome entier, les premiers constructeurs de mégalithes sont indiscernables des autres groupes contemporains non mégalithiques présents en Europe. Sur le chromosome Y cependant, les populations des groupes mégalithiques européens sont très homogènes et présentent des haplotypes récurrents suggérant une organisation de parenté patrilinéaire.
La succession temporelle de ces différents courants mégalithiques ne signifie pas nécessairement qu'il y ait eu une filiation entre eux[réf. nécessaire]. Chaque région a son originalité : les alignements atlantiques, nordiques ou africains, les Henge anglais, écossais ou des Orcades, les tombes des géants et les Nuraghes sardes ou les torres corses, les Taulas des baléares, les Cromlechs gallois, les Menhirs, les Dolmens sous tumulus ou sous cairn, de Bretagne ou du monde germanique, etc.

## Liste de sites par pays

### Bulgarie
Les petites chambres mégalithiques (dolmens d'Hlyabovo) ont été datées par leur matériel archéologique de la fin du IIe millénaire av. J.-C..

### Finlande
Liens externes
- Kastellin jätinkirkko (fi)
- Jätinkirkko
- Kierikki
- Kuninkaanhauta (fi)
- Röykkiöhauta (fi)

Articles connexes
- Site funéraire de l'âge du bronze de Sammallahdenmäki

### France
Contrairement à une idée reçue, ce n’est pas la Bretagne qui compte le plus de monuments mégalithiques, mais c'est sur la façade méditerranéenne française et dans son arrière-pays caussenard que se rencontre l'une des plus denses accumulations de tombes mégalithiques de la France (plus de 3 000 monuments dans le sud, soit les deux tiers de ce que compte actuellement l’ensemble du territoire).

### Luxembourg
Le menhir de Reckingen est l'unique mégalithe authentifié dans ce pays à ce jour.

### Malte
Le mégalithisme de Malte (Ggantija, Ħaġar Qim, Mnajdra, Skorba, Ta' Ħaġrat, Temples de Tarxien) constitue un cas particulier et culturellement assez indépendant.

### Pays-Bas
La plupart des monuments mégalithiques encore visibles aux Pays-Bas sont regroupés dans la province de Drenthe. Seuls, ceux de Noordlaren se trouvent en Groningue. Ils datent de l'époque du néolithique et sont identifiés selon une numérotation de D1 à D54 pour la province de Drenthe et selon une numérotation de G1 à G5 pour la province de Groningue. Ils sont connus en néerlandais sous le terme de hunebed (plur. hunebedden) qui signifie lit des Huns.

### 

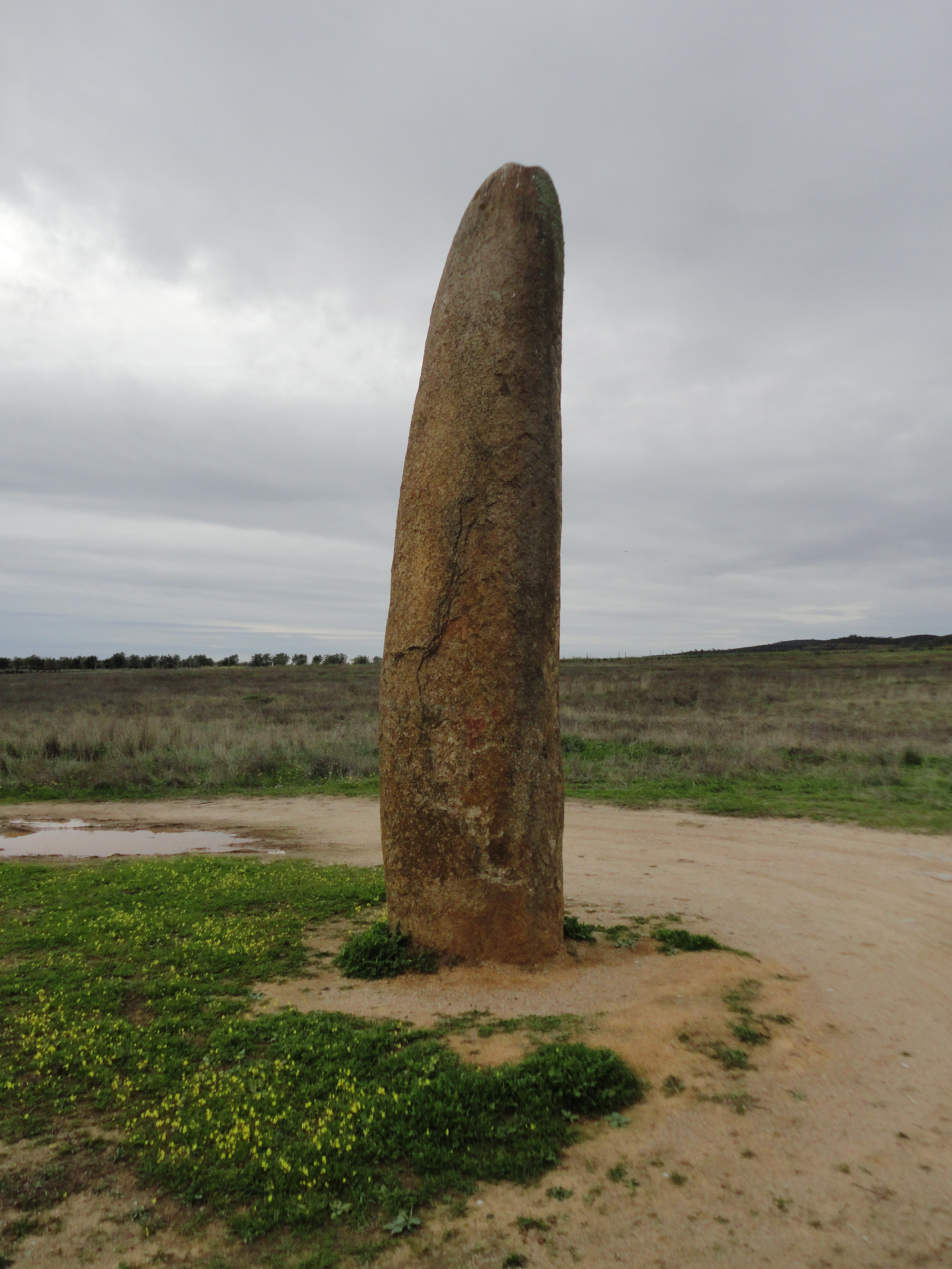
Le menhir de Outeiro

### Portugal
.

### Suisse
Articles connexes
- Alignement de Lutry
- Corsier
- Falera
- Parc de La Grange
- Tumulus d'Assens
- Yverdon–Baie de Clendy
- Alignement de Clendy